# Carlos Cossio

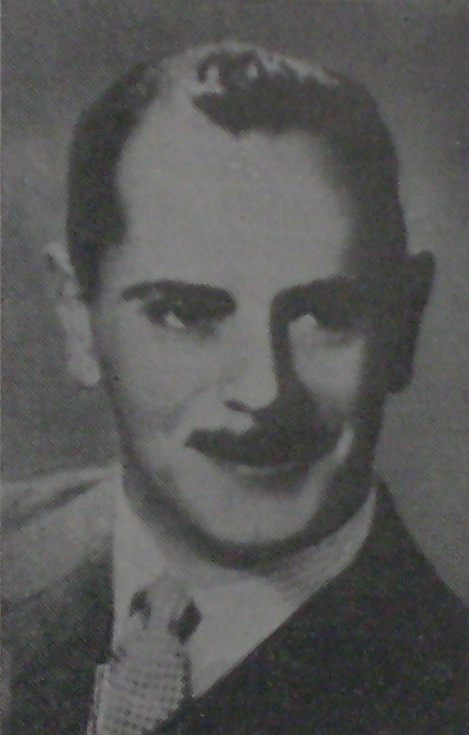
Fotografia de Carlos Cossio, tirada no ano de 1966

Carlos Cossio (Tucumán, 3 de fevereiro de 1903 – Buenos Aires, 24 de agosto de 1987) foi um militante universitário reformista, advogado, filósofo do Direito e professor argentino.

## Biografia
Carlos Cossio realizou seus estudos primários e secundários em Tucumán, dirigindo-se, logo depois, à Faculdade de Direito da Universidade de Buenos Aires, nesta mesma capital. Ali Cossio se vinculou ao movimento reformista, sendo um dos líderes do Centro de Estudantes. Sua tese de doutorado teve como tema "A Reforma Universitária ou o Problema da Nova Geração" e foi publicada em 1927.
Entre 1934 e 1948 lecionou na Universidade Nacional de La Plata, onde principiou o desenvolvimento de sua famosa Teoria Egológica do Direito, também chamada de Egologismo. Em 1948 ganhou no concurso que lhe deu acesso à cátedra de Filosofia do Direito na Universidade de Buenos Aires, onde terminou de definir sua concepção original do Direito. Cossio dispunha de um amplo grupo de seguidores e discípulos, entre eles Ambrosio Gioja, Julio C. Raffo, Julio César Cueto Rúa, Genaro Carrió, José Vilanova, Daniel Herrendorf, Enrique Aftalión, Carlos Spini, Antônio Luís Machado Neto, Daniel Silva. Esses nomes terminaram por formar a Escuela Jurídica Argentina (Escola Jurídica Argentina). Também neste período de tempo, o reconhecimento e prestígio de Cossio elevava-se ininterruptamente. Sua definição do Direito como "condutas em interferências intersubjetivas" levou a uma polêmica entre seu autor e Hans Kelsen, o criador da Teoria Pura do Direito, na própria Faculdade de Direito de Buenos Aires em 1948.
Em 1956 o governo militar destituiu Cossio de seu emprego e cargo devido aos laços empáticos que mantinha com o peronismo, de forma que o catedrático só seria reincorporado em 1974. Isso acabou colaborando fortemente para a perda de vigor da Escola Jurídica Argentina e suas possibilidades de expansão.
Sua obra basilar é Ideologia e Direito, desenvolvida a partir do conceito de fenomenología de la sentencia (fenomenologia da sentença), do processo de interpretação do juiz e da compreensão do Direito, dos aspectos ideológicos e da transformação de classe do Direito liberal capitalista.
Cossio aceita a Teoria Pura de Kelsen, tornando-a parte importante de sua própria teoria. Ainda assim, sempre houve tensão entre ambas as correntes. Cossio aceitava o direito positivo, mas desacreditava o normativismo mecânico como objeto da ciência jurídica. O filósofo se distinguiu por demonstrar que o Direito deveria ser compreendido e interpretado mediante uma teoria do conhecimento, relativa ao respeito da conduta humana em interferência intersubjetiva. Já não se tratava de sujeitos jurídicos ideais (normativismo mecânico), mas sim de pessoas, de seres humanos reais. Era o direito como conduta humana.
Cossio prova que "o juiz vê o Direito não como algo conclusivo e já feito, mas sim como algo que se faz constantemente em seu caráter de vida humana vivente." Sua obra chegou a ser traduzida a línguas como francês, inglês, iugoslavo, alemão, polonês, português, finlandês, sueco, além de outras.
A Teoria egológica do direito é uma das expressões mais destacadas do movimento cultural latino-americano infundido pela Reforma Universitária de 1918.
Em seus últimos anos de vida, durante a ditadura militar argentina (1976-1983), Cossio encarregou-se, junto a Ernesto Giudice, de difundir os ideais da Reforma Universitária, organizadas pela Fundação Juan B. Justo.

## Principais obras
- La Valoración Jurídica y la Ciencia del Derecho (A Valoração Jurídica e a Ciência do Direito, 1941).
- Teoría Egológica del Derecho y el Concepto Jurídico de la Libertad (Teoria Egológica do Direito e o Conceito Jurídico da Liberdade, 1944).
- El Concepto Puro de la Revolución (O Conceito Puro da Revolução).
- El Fundamento Filosófico de los Métodos Interpretativos (O Fundamento Filosófico dos Métodos Interpretativos).
- El principio en la axiología egológica (O Princípio na Axiologia Egológica).